# Müzahir Sille
Müzahir Sille est un lutteur turc né le 21 septembre 1931 à Istanbul et mort le 17 mai 2016 dans la même ville.
Il est médaillé d'or en lutte gréco-romaine en catégorie des moins de 62 kg aux Jeux olympiques d'été de 1960 à Rome. Il termine aussi quatrième aux Jeux olympiques d'été de 1956.
Il remporte deux médailles d'argent aux Championnats du monde de lutte en 1955 et en 1958.